# Bradys
Bradys – obszar niemunicypalny w Kern County, w Kalifornii (Stany Zjednoczone), na wysokości 763 m. Znajduje się 8 km na północny zachód od Inyokern.